# インドモービル・グループ
インドモービル・グループ (IndoMobil Group) は、インドネシア・ジャカルタに本拠を置く輸送用機器（自動車、オートバイ）の製造・販売を行う企業である。1976年にP.T.インドヒーロー社とP.T.インドモービルの合併により設立された。ジャカルタ、ブカシ、プルワカルタの各工場で操業を行っている。

## 概要
インドモービル・グループは数々の合弁事業を行っている。
- スズキ・インドモービル・モーター (PT. Suzuki IndoMobil Motor)
- インドネシア日産自動車会社 (PT. Nissan Motor Indonesia)
- オート・ユーロ・インドネシア (PT. Auto Euro Indonesia)

ルノーとの合弁
- ガルーダ・マタラム・モーター (PT. Garuda Mataram Motor)

フォルクスワーゲンおよびアウディとの合弁
- 日野モータース マニュファクチャリング インドネシア (PT Hino Motors Manufacturing Indonesia)
- インドトラック・ウタマ (PT. Indotruck Utama)

ボルボおよびSDLG（山東臨工工程機械有限公司）との合弁
- インドブアナ・オートラヤ (PT.Indobuana Autoraya)

福田汽車との合弁
- バンテック・インドモービル・ロジスティクス (PT. Vantec Indomobil Logistics)

バンテックとの合弁